# Sports Reference
Sports Reference, LLC é uma empresa que opera vários websites relacionados ao esporte, incluindo Baseball Reference, Pro Football Reference, Basketball Reference e Hockey Reference. A website também inclui seções sobre futebol universitário, basquetebol universitário e Jogos Olímpicos. As websites tentam abordar de forma estatístico abrangente para dados esportivos. Por exemplo, Baseball Reference contém mais de 100 000 contagens da ficha técnica, e Pro Football Reference contém dados sobre cada jogada a pontuar na National Football League (Liga Nacional de Futebol Americano), desde 1941.
A empresa, que tem sede na cidade da Filadélfia, nos Estados Unidos, foi fundada como Sports Reference em 2004 e foi constituída como Sports Reference LLC em 2007.

## Jogos Olímpicos
Sports Reference agregou um lugar para estatísticas e história dos Jogos Olímpicos em julho de 2008.
A companhia anunciou em dezembro de 2016 que o lugar dos Jogos Olímpicos fechar-se-á num futuro próximo devido a uma mudança em seu acordo de licença de dados. Desde então, agregaram-se dados para os Jogos Olímpicos de Verão de 2016, mas o lugar não se actualizou para os Jogos Olímpicos de Inverno de 2018. Os provedores dos dados olímpicos estão a trabalhar com outra editora para criar um novo website.  O novo website está disponível agora na olympedia.org.